# Étienne Pieret
Étienne Pieret, né le 3 août 1988 à Falaise, est un coureur cycliste français. Considéré comme un grand espoir du cyclisme français après une saison 2006 très réussie dans la catégorie junior, il n'a jamais confirmé au niveau professionnel. Depuis avril 2011, il a mis sa carrière de côté, à l'exception d'un bref retour à la compétition en 2014.

## Biographie
Originaire d'Alençon, dans l'Orne, Étienne Pieret commence le cyclisme à l'Union cycliste Alençon Damigny. Il ne tarde pas à s'affirmer au niveau national et international. En 2006, il est vice-champion du monde du contre-la-montre junior et champion d'Europe junior sur route.
Étienne devait passer professionnel en août 2007 chez Acqua & Sapone. Une mononucléose l'en empêche. Il court en 2008 au BC Vallauris, puis rejoint en 2009 le Vendée U, équipe réserve de BBox Bouygues Telecom. En avril 2011, il décide d'arrêter le cyclisme, faute de motivation. Il reprend sa carrière en main à partir de 2014 en s'engageant dans l'équipe U Anjou 49,.

## Palmarès sur route
- 2005
  -  Champion de France du contre-la-montre juniors
  - 3e de la Ronde du Printemps
  - 3e du Grand Prix Rüebliland
- 2006
  -  Champion d'Europe sur route juniors
  -  Champion de France du contre-la-montre juniors
  -  Champion de France sur route juniors
  - Trophée de la ville de Châtellerault
  - Ronde du Printemps
  - Route de l'Avenir :
    - Classement général
    - 1re étape (contre-la-montre)

  - Grand Prix Fernand-Durel :
    - Classement général
    - 1re étape (contre-la-montre)

  - 2e étape du Trophée Centre Morbihan (contre-la-montre)
  - 1re étape du Tour de la Vallée de la Trambouze (contre-la-montre)
  - 2e du Grand Prix de Saint-Hilaire-du-Harcouët
  -  Médaillé d'argent au championnat du monde du contre-la-montre juniors
  - 2e du Chrono des Nations juniors
  - 3e du Trophée Centre Morbihan
- 2007
  - Boucles de la Loire
- 2008
  - 2e du Grand Prix San Giuseppe
- 2009
  - Souvenir Jean-Graczyk
  - 2e du Chrono des Nations espoirs
- 2010
  - 3e de Bordeaux-Saintes

## Palmarès sur piste

### Championnats de France
- 2005
  -  Champion de France de poursuite par équipes juniors (avec Alexandre Lemair, Ronan Guinaudeau et Maxime Lecœur)
  -  Champion de France de l'américaine juniors (avec Alexandre Lemair)
- 2006
  -  Champion de France de poursuite par équipes juniors (avec Alexandre Lemair, Nicolas Giulia, Florent Gougeard et Maxime Leboucher)
  -  Champion de France de la course aux points juniors
  - 2e de l'américaine juniors
- 2007
  -  Champion de France de poursuite par équipes (avec Alexandre Lemair, Ronan Guinaudeau et Maxime Lecœur)